# Tammy Blanchard
Tammy Blanchard (Bayonne, 14 december 1976) is een Amerikaanse actrice. Zij won in 2001 een Emmy Award voor het spelen van de jonge versie van Judy Garland in de biografische televisiefilm Life with Judy Garland: Me and My Shadows. Hiervoor werd ze ook genomineerd voor zowel een Golden Globe als een Golden Satellite Award. Voor Blanchard was het spelen van Garland tevens haar eerste filmrol, nadat ze van 1998 tot en met 2000 te zien was als Drew Jacobs in de soapserie The Guiding Light.

## Filmografie

### Bioscoopfilms
- A Beautiful Day in the Neighborhood (2019)
- Fourplay (2018)
- American Dreamer (2018)
- Tallulah (2016)
- The Invitation (2015)
- The Inherited (2015)
- Into the Woods (2014)
- La vida inesperada (2013)
- Blue Jasmine (2013)
- Burning Blue (2013)
- Certainty (2011)
- Union Square (2011)
- Moneyball (2011)
- The Music Never Stopped (2011)
- Rabbit Hole (2010)
- Deadline (2009)
- Cadillac Records (2008)
- The Ramen Girl (2008)
- The Good Shepherd (2006)
- Bella (2006)
- Stealing Harvard (2002)

### Televisiefilms
- Hoke (2014)
- Of Two Minds (2012)
- Amish Grace (2010)
- Empire State (2009)
- Living Proof (2008)
- Sybil (2007)
- When Angels Come to Town (2004)
- We Were the Mulvaneys (2002)
- Life with Judy Garland: Me and My Shadows (2001)

- Biblioteca Nacional de España: XX4827863
- Bibliothèque nationale de France: cb179514916 (data)
- Catàleg d'autoritats de noms i títols de Catalunya: 981058516933906706
- Gemeinsame Normdatei: 140600507
- International Standard Name Identifier: 0000 0001 1479 5850
- Library of Congress Control Number: no2004062641
- Nationale Bibliotheek van Israël: 987007402398205171
- Nederlandse Thesaurus van Auteursnamen: 370845528
- Système universitaire de documentation: 260142565
- Virtual International Authority File: 107278103
- WorldCat: E39PBJqQyQPwkpjVTbrGbV4wmd